# Nkemdilim Izuako
Nkemdilim Amelia Izuako (* 18. Mai 1953 in Lagos) ist eine nigerianische Rechtsanwältin und Richterin.

## Leben
Izuako besuchte von 1972 bis 1976 für ihr Jurastudium die Obafemi Awolowo University in Ile-Ife, Nigeria, und erlangte den LLB, den B.L. erlangte sie an der Nigeria Law School (1976–1977). Sie wurde 1977 als Rechtsanwältin und Solicitor am Obersten Gerichtshof Nigerias zugelassen. Erneut an der Obafemi Awolowo University erlangte sie von 1979 bis 1980 den LLM. Sie lehrte Jura an der Nnamdi Azikiwe University (1999–2003) und am Gambia Technical Institute (2004–2005).
Izuako wurde 1998 Richterin an den Gerichten des Bundesstaates Anambra; später wurde sie an den Obersten Gerichtshof von Nigeria berufen, wo sie bis 2003 tätig war. Von 2004 bis 2006 war sie Richterin am Obersten Gerichtshof und am Berufungsgericht von Gambia. 2006 wurde sie an den Obersten Gerichtshof der Salomonen berufen; sie war die erste Richterin an den Gerichten der Salomonen. In all diesen Gerichtsbarkeiten und als Richterin an einem Gericht allgemeiner Zuständigkeit behandelte sie arbeits- und verwaltungsrechtliche Angelegenheiten. Vor ihrem Umzug auf die Salomonen sie mehr als zwei Jahrzehnte in der nigerianischen Justiz tätig, unter anderem in Zusammenarbeit mit dem Büro der Vereinten Nationen für Drogen- und Verbrechensbekämpfung (UNODC), um ein Schulungshandbuch zur richterlichen Ethik für die nigerianische Justiz zu erstellen. 2009 wurde sie zur Richterin, als eine der drei Richterinnen, des Gericht der Vereinten Nationen für dienstrechtliche Streitigkeiten (UNDT) ernannt. Ihr Dienstsitz befindet sich in Nairobi, Kenia. Das Tribunal mit Sitz in Nairobi, New York und Genf arbeitet daran, das UN-System zur Bearbeitung interner Beschwerden und Disziplinarverfahren zu verbessern.
Außerhalb des Gerichtssaals engagierte sich Izuako für die soziale Entwicklung, indem sie lokale Frauen zur Gründung der Honiara Women's Initiative mobilisierte, die Mikroprojekte zur wirtschaftlichen und sozialen Stärkung von Frauen und Mädchen durchführt.

## Auszeichnungen und Ehrungen
- 2006: Erste Richterin auf den Salomonen (nach ihrer Ernennung zum Obersten Gerichtshof der Salomonen)[2][3][4]

## Schriften und Publikationen
- Without Fear or Favour: The Memoirs of Judge Nkemdilim Izuako. 2023, ISBN 978-978-78461-6-2.